# Зіставляння із взірцем
Зіставляння із взірцем або зіставлення із шаблоном (англ. pattern matching) — метод аналізу та опрацювання структур даних у мовах програмування, заснований на виконанні певних інструкцій залежно від збігу досліджуваного значення з тим чи іншим взірцем (шаблоном), яким може бути константа, предикат, тип даних або інша конструкція, підтримувана мовою.
Зазвичай є можливість задати більше одного взірця та пов'язаної з ним дії.
Зіставляння із взірцем часто зустрічається у функційних мовах програмування, наприклад, мовах сімейства ML та Haskell, зокрема у вигляді вартових виразів.
Зразки послідовностей (наприклад, текстовий рядок) можна зіставляти з регулярними виразами.

## Порівняння з точним значенням
Найпростішим варіантом є зіставляння з константою. У цьому разі зіставляння із взірцем еквівалентне умовному оператору або конструкції switch (case) в імперативних мовах.
Розглянемо, наприклад, обчислення логічного заперечення.

В OCaml :
```
let
 
neg
 
x
 
=

  
match
 
x
 
with

  
|
 
false
 
->
 
true

  
|
 
true
 
->
 
false

;;

```

Тут значення після символа | є взірцями, а вирази після -> обчислюються в разі збігу аргументу x з одним із взірців.

Той самий приклад з використанням умовного оператора:
```
let
 
neg
 
x
 
=
 
  
if
 
x
 
=
 
false
 
then
 
true

  
else
 
false

;;

```

## Використання внутрішньої структури об'єкта
Обчислення суми списку:
```
let
 
rec
 
sum
 
l
 
=
 
  
match
 
l
 
with

  
|
 
[]
 
->
 
0

  
|
 
x
 
::
 
xs
 
->
 
x
 
+
 
(
sum
 
xs
)

;;

```

У цьому прикладі аргумент функції sum зіставляється зі значенням «порожній список» або із взірцем «голова :: хвіст» (де :: — оператор додавання елемента на початок списку).

## Алгебричні типи даних
Як взірець може застосовуватися конструктор значення типу:
```
type
 
animal
 
=
 
Dog
 
of
 
string
 
|
 
Cat
 
of
 
string
 
;;

let
 
say
 
x
 
=

  
match
 
x
 
with

  
|
 
Dog
 
(
x
)
 
->
 
x
 
^
 
"says 'woof'"

  
|
 
Cat
 
(
x
)
 
->
 
x
 
^
 
"says 'meow'"

;;

```

## Зіставляння з рядком
Мови з розвиненими засобами опрацювання тексту, такі як AWK та SNOBOL, підтримують зіставляння з регулярним виразом.

Приклад на AWK — підрахунок кількості входжень слів foo або bar:
```
/foo|bar/
 
{
 
foobar
++
 
}

END
 
{
 
print
 
foobar
 
}

```